# Notomulciber sexnotatus
Notomulciber sexnotatus is een keversoort uit de familie van de boktorren (Cerambycidae). De wetenschappelijke naam van de soort werd voor het eerst geldig gepubliceerd in 1941 door Breuning & de Jong.